# Victor Binet
Pour les articles homonymes, voir Binet.
Jean Baptiste Barthélémy Binet, dit Victor Binet, né le 17 mars 1849 à Rouen et mort le 15 janvier 1924 à Routot, est un peintre français.

## Biographie
Victor Binet travaille tout d'abord comme peintre de décors puis, après avoir étudié avec Constant Troyon, se consacre au paysage. Il est l'auteur de paysages qui ont été récompensés à de multiples reprises au Salon des artistes français de 1881 à 1900.
Il est nommé chevalier de la Légion d'honneur le 3 avril 1894, puis promu officier le 16 août 1900. Il est domicilié rue de la Glacière à Rouen puis 63 avenue de Breteuil à Paris et se retire à Routot.
Il est inhumé à Saint-Aubin-sur-Quillebeuf
Son frère, Adolphe Binet (1854-1897), est également peintre.

## Distinctions
- Officier de la Légion d'honneur (décret du 16 août 1900). Il est fait officier par Henry Roujon le 28 décembre 1900. Il est fait chevalier par Georges Payelle le 25 avril 1894.

## Œuvre
- La Garenne à l'île Saint-Denis, 1878
- Le Soir à Saint-Aubin-sur-Quillebeuf , vers 1890, musée d'Orsay
- Chemin de décharge près Gentilly, 1881, Musée Alfred-Canel
- A Germiny l'Evêque, Musée Alfred-Canel
- Lisière de bois, aux environs d'Eu, 1883, musée des Beaux-Arts de Caen
- Matinée de septembre à Saint-Aubin près Quilleboeuf (Eure), 1886, musée des beaux-arts de Rouen
- La Barre à Saint-Aubin, 1889
- En Normandie, 1891
- Le Pont des arts, 1890-1891, musée Alfred-Canel
- Soir d'été, 1893
- Canteleu
- Après la pluie, 1895
- Le Surmelin au Breuil, 1897, Musée Alfred-Canel
- Château de Luzancy, 1898, Musée Alfred-Canel
- Sous-bois, Musée Alfred-Canel
- Sous-bois, Musée Alfred-Canel
- Ferme à Saint-Aubin-sur-Quillebeuf, Musée Alfred-Canel
- La Vallée de la Seine
- Dans le pré, Paris-Noël (1898), représente une fillette et son âne vu de dos, dans un champ de coquelicots.
- Près de Quillebeuf, Normandie , Milwaukee Art Museum
- Plaine de Saint-Aubin, musée d'Amiens
- Soir d'hiver, musée des Beaux-Arts de Lyon
- Berger, musée de Mulhouse
- Les Usines
- Les Bords de la Bièvre